# ラハイナ・ヌーン

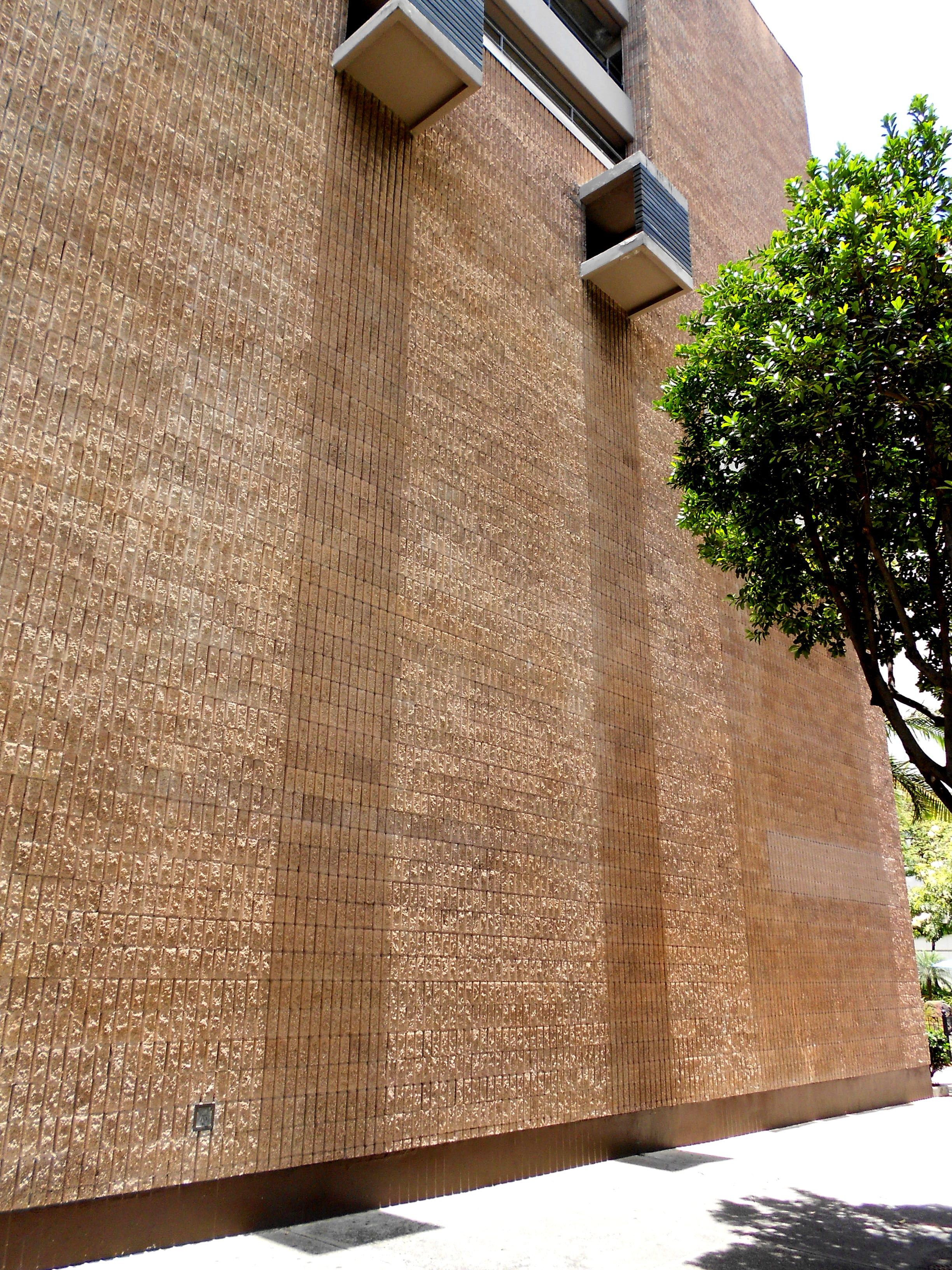
ホノルル市街地でラハイナ・ヌーン（2011年5月27日12時34分撮影）

ラハイナ・ヌーン（英語: Lahaina Noon）は地球上の熱帯地方で太陽が真上に来る太陽直下点で昼頃、直立した人や物の影が消える天文現象である。米国ハワイのビショップ・ミュージアムが名称の公募を経て命名された。
ラハイナはマウイ島の都市名であるが、そのハワイ語の原義「（暑さをもたらす）残酷な太陽」（lā hainā）という意味である。

## 概要
地球上の北回帰線と南回帰線に挟まれた熱帯地方では、毎年2回太陽が真上に来て、太陽直下点になる天文現象がある。この時、直立した人や物の影が消えるように見え、これを「ラハイナ・ヌーン」と呼ぶ。全米50州の中で唯一熱帯にあるハワイ州で、ポリネシア文化紹介に重きを置くビショップ・ミュージアムが1990年代に名称の公募を経て命名したもの。
南太平洋から天体の動きをガイドにハワイへ渡って来たといわれるハワイ先住民はこうした天文現象には敏感で、各地でラハイナ・ヌーンに関する様々なジンクスが伝わっている。

## ハワイでの日時
ハワイで発行される天文関係、星座案内などの本には、ほぼ必ずラハイナ・ヌーンの解説がある。現在この時期になると、ハワイ各地で何時ラハイナ・ヌーンが起こるかビショップ・ミュージアムやイミロア天文学センターが公表して、現地の新聞・テレビなどで広く伝えられる。
南東から北西へ広がるハワイ諸島の各地で、最近の日時（ハワイ・アリューシャン標準時）は、
- 2015年 [3]
  - ハワイ島ヒロ - May 18 12:17 p.m. & July 24 12:26 p.m.
  - ハワイ島カイルア・コナ - May 18 12:20 p.m. & July 24 12:30 p.m.　
  - マウイ島カフルイ - May 24 12:22 p.m. & July 18 12:32 p.m.
  - モロカイ島カウナカカイ - May 25 12:25 p.m. & July 16 12:34 p.m.
  - オアフ島ホノルル - May 26 12:28 p.m. & July 16 12:37 p.m.
  - カウアイ島リフエ - May 31 12:35 p.m. & July 11 12:42 p.m.
- 2016年（うるう年） [4]
  - ハワイ島ヒロ - May 18 12:16 p.m. & July 24 12:27 p.m.
  - ハワイ島カイルア・コナ - May 18 12:20 p.m. & July 24 12:30 p.m.
  - マウイ島カフルイ - May 24 12:22 p.m. & July 18 12:32 p.m.
  - モロカイ島カウナカカイ - May 25 12:25 p.m. & July 16 12:34 p.m.
  - オアフ島ホノルル - May 26 12:28 p.m. & July 15 12:37 p.m.
  - カウアイ島リフエ - May 30 12:35 p.m. & July 11 12:42 p.m.
- 2017年 [5]
  - ハワイ島ヒロ - 	May 18 12:16 p.m. & July 24 12:27 p.m.
  - ハワイ島カイルア・コナ - May 18 12:20 p.m. & July 24 12:30 p.m.
  - マウイ島カフルイ - May 24 12:22 p.m. & July 18 12:32 p.m.
  - モロカイ島カウナカカイ - May 25 12:25 p.m. & July 16 12:34 p.m.
  - オアフ島ホノルル - May 26 12:28 p.m. & July 16 12:37 p.m.
  - カウアイ島リフエ - May 31 12:35 p.m.	& July 12 12:42 p.m.

これらの日時は毎年数秒～数十秒の単位で変化するだけで大きく変わることはないが、むしろ「うるう年」に関連して4年周期で変化する部分が多い。
ハワイ州におけるラハイナ・ヌーンの日時は「ビショップ・ミュージアム」でその年の「天文現象ハイライト」（Astronomy Highlights）で発表されるので、2018年以降の日時はインターネットで「このページ2018 Astronomy Highlights」の上方のURLアドレスの「2018」を「2019」、「2020」などに変えて調べるといい。

## ハワイ以外
中米のマヤ文明でも、天文台は天体が天頂へ来るのを観察するように建てられていて（Mayan Astronomical Observations）、ラハイナ・ヌーンに相当する日は夏至・冬至と並んで祝われていた。この地域にキリスト教を広めた宣教師たちは二人のカトリック聖人の日が大変人気があったのは、この日を祝う旧風習を人々が温存したいからだったのを知ることになったという。
ラハイナ・ヌーンという言葉は、ハワイ以外でも使われだしている。

## 参照
- 計算サイト：「Sun or Moon Altitude/Azimuth Table - the Naval Observatory calculator」、「NOAA Solar Calculator」
- 太陽の位置の計算方法（英文Wikipedia）